# Louis-Eugène Faucher
Louis-Eugène Faucher (8. října 1874, Saivres – 30. března 1964, Saint-Maixent-l'École) byl francouzský generál a politik. Po roce 1938 pracoval ve službách československé armády.

## Životopis

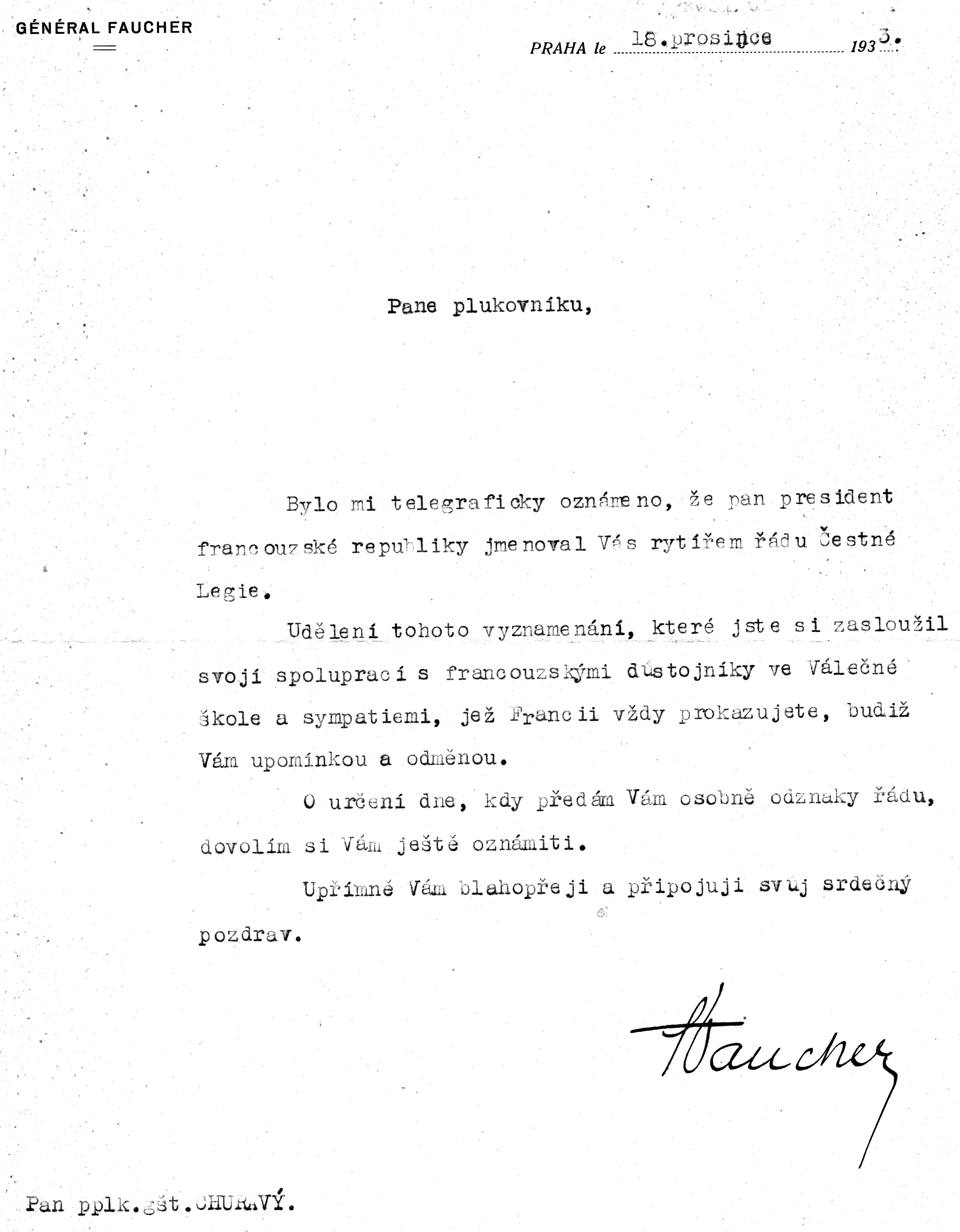
Podpis generála Louis-Eugene Fauchera na dokumentu – oznámení o jmenování podplukovníka Josefa Churavého rytířem řádu Čestné legie (18. prosince 1933)

Louis-Eugène Faucher vystudoval École Polytechnique. Poté v letech 1901–1905 vyučoval na École de l'artillerie v Metách, poté na École Militaire v Paříži a mezi léty 1910–1914 pracoval na ministerstvu obrany. Po vypuknutí 1. světové války byl zařazen u XX. sboru, v letech 1915 až 1918 působil v operačním oddělení hlavního stanu.
V letech 1919 až 1939 působil u francouzské vojenské mise v ČSR. Zúčastnil se války o Slovensko. Mezi léty 1926–1938 byl velitelem této mise. Po francouzsko-britském ultimátu v září 1938 dal výpověď a dal se do služeb československé armády. Za to později dostal důtku od svých nadřízených. V roce 1940 pomáhal organizovat čs. voj. jednotky ve Francii. Za druhé světové války se zapojil do odboje a byl v roce 1944 zatčen gestapem.
Po druhé světové válce se vrátil do Československa a snažil se zde udržovat přátelské vazby mezi oběma zeměmi. V Československu zůstal do únorového převratu 1948. Zastával se vojenských představitelů postižených komunistickým režimem. 

## Dílo
- Úvahy a myšlenky armádního generála L.E. Fauchera. Praha 1936.
- Louis-Eugène Faucher vzpomíná. Brno 1947.

## Ocenění
- Řád Bílého lva (1934)
- Řád Čestné legie